# 준 (1996년)
준(본명: 원쥔훼이(한국명:문준휘), 1996년 6월 10일 ~ )은 대한민국의 보이 그룹 세븐틴의 서브보컬, 리드댄서를 맡고 있다. 중국 국적으로 중국 광둥 성 선전 시에서 태어났다.

## 학력
- 부지고급중학 (布吉高級中學, 졸업)

## 음반 활동
- 2022년 LIMBO 발매
- 2023년 PSYCHO 발매

## 출연작

### 영화
- 2025년 《포풍추영》 - 후펑 역[1]

### 드라마
- 2015년 아이치이 웹드라마 《남신집사단》 - 소드라큘라 역
- 2023년 아이치이 웹드라마 《독가동화》 - 링차오 역

## 방송 활동
- 《조음전기》 (2018년)
- 2015년 SBS MTV <THE SHOW 라이브> 고정 MC 혜이니와 공동
- 2016년 6월 4일 ~ 6월 11일 사랑한다 대한민국 2016 <드림콘서트> 1부 MC
- 2017년 11월 23일 Mnet <엠카운트다운> 스페셜 MC
- 2018년 2월 15일 Mnet 설특집 <엠 카운트다운> 스페셜 MC
- 2018년 4월 29일 iQIYI <2018 爱奇艺粉丝嘉年华>
- 2018년 10월 9일 iQIYI <番啊翻啊翻>
- 2018년 10월 14일 ~ Tencent <由你音乐榜样 (YO! BANG)> 고정 MC
- 2023년 10월 28일 유튜브 〈나영석의 와글와글〉게스트
- 2024년 5월 3일 유튜브 〈소통의 神〉 게스트

## 같이 보기
- 세븐틴
- 플레디스 엔터테인먼트